# Not an Apology (álbum)
Not an Apology es el álbum debut de la cantante y actriz Bea Miller. Fue lanzado el 24 de julio de 2015 por Syco Music y Hollywood Records. Incluye las cuatro pistas de su EP debut Young Blood (2014).

## Antecedentes
En abril de 2013, Bea Miller anunció que firmó con Syco Music y Hollywood Records, marcando el primer acuerdo de colaboración entre las dos discográficas. El 17 de marzo de 2015, el título del álbum fue confirmado por Headline Planet como "Not an Apology" junto con su fecha de lanzamiento el 21 de julio de 2015. Unas semanas más tarde, su sello discográfico cambió la carátula del álbum y la fecha de lanzamiento para el 24 de julio, 3 días después. El álbum debutó en la Séptima posición del Billboard 200.

## Rendimiento comercial
Not an Apology debutó en el n.º 7 en el Billboard 200 con 33.000 unidades, de las cuales 24.000 son ventas físicas.

## Sencillos
Young Blood su sencillo debut fue puesto en libertad el 22 de abril de 2015, junto con su EP debut, Young Blood. Tuvo un éxito moderado y recibió elogios por parte de sus fanes. Alcanzó su punto máximo en unas cuantas listas y no pudo entrar a la lista Billboard Hot 100. Sin embargo, la canción fue bien recibido por la crítica.
El segundo sencillo lanzado fue Fire N Gold y es su sencillo más exitoso hasta la fecha. La canción tuvo un gran éxito y fue lanzado a las radios el 28 de abril de 2015. La canción ha sido utilizada en comerciales de Netflix y alabado por muchos fanes y cantantes famosos. Se convirtió en el primer sencillo de Miller en entrar a la lista Billboard Hot 100 en el n.º 78. Debido al éxito del sencillo, permaneció la mayoría de 2015. El video musical fue lanzado el 14 de mayo de 2015. El sencillo fue certificado oro en los Estados Unidos, con 500 000 copias vendidas.
Force of Nature será lanzado en enero de 2016 como el tercer sencillo.

## Lista de canciones
| N.º   | Título                   | Escritor(es)                                                                   | Duración |  |
| 1.    | «Young Blood»            | Beatrice Miller Mike Del Rio Matt Parad Phoebe Ryan                            | 3:39     |  |
| 2.    | «Fire N Gold»            | Nolan Sipe Freddy Wexler Jarrad Rogers                                         | 3:31     |  |
| 3.    | «I Dare You»             | Julia Michaels Mitch Allan Oh, Hush!                                           | 3:26     |  |
| 4.    | «Paper Doll»             | Miller Autumn Rowe Matthew Morales James Morales Julio Rodríguez Steve Stevens | 3:36     |  |
| 5.    | «Perfect Picture»        | Olivia Waithe Allan Jason Evigan                                               | 3:07     |  |
| 6.    | «Enemy Fire»             | Busbee Meghan Kabir                                                            | 3:51     |  |
| 7.    | «Force of Nature»        | Michaels Ashley Gorley Andrew Harr Jermaine Jackson Alex Delicata              | 4:01     |  |
| 8.    | «This is Not an Apology» | Lucas Banker Travis Huff Matt Squire Alexandra Tamposi                         | 3:25     |  |
| 9.    | «Dracula»                | Miller Skyler Stonestreet Kara DioGuardi Christopher J. Baran                  | 2:52     |  |
| 10.   | «We're Taking Over»      | Demi Lovato Emanuel Kiriakou Lindy Robbins Andrew Goldstein                    | 3:27     |  |
| 11.   | «Rich Kids»              | Benjamin Madden Joel Madden Squire                                             | 2:44     |  |
| 37:39 |                          |                                                                                |          |  |

## Posicionamiento en listas

### Semanales
| País           | Lista           | Mejor posición |
| -------------- | --------------- | -------------- |
| Estados Unidos | Billboard 200   | 7              |
| Estados Unidos | Digital Albums  | 5              |
| Estados Unidos | Top Album Sales | 5              |

## Historial de lanzamiento
| País           | Fecha               | Formato              | Sello discográfico |
| -------------- | ------------------- | -------------------- | ------------------ |
| Estados Unidos | 24 de julio de 2015 | CD, Descarga digital | Syco               |